# Ecosofia
Il termine ecosofia è stato utilizzato per la prima volta dal filosofo Arne Næss all'università di Oslo nel 1960, ed è il fondamento del movimento di Ecologia profonda, che invita ad un rovesciamento della prospettiva antropocentrica: l'uomo non si colloca alla sommità della gerarchia dei viventi, ma si inserisce al contrario nell'ecosfera; l'essere umano è una parte nel Tutto.
Il filosofo e psicanalista francese Félix Guattari sviluppa la nozione di «ecosofia» nell'opera Le tre ecologie, del 1989:
- l'ecologia ambientale, in rapporto alla natura e all'ambiente;
- l'ecologia sociale, in rapporto alle realtà economiche e sociali;
- l'ecologia mentale, in rapporto alla psiche, il problema della produzione della soggettività umana.

Il filosofo e teologo ispano-indiano Raimon Panikkar utilizza il termine “ecosofia” in molti dei suoi testi (cfr. ad esempio Ecosofia: la nuova saggezza. Per una spiritualità della terra, Lampi di stampa, 2001). Con questo termine egli intende la saggezza che è propria della terra in quanto soggetto, in quanto vivente ed in quanto “madre” (molte culture usano ordinariamente l'espressione “madre terra”) che sa (ed in questo è saggia) come prendersi cura delle sue creature. Piuttosto che l'antropocentrismo, a suo avviso parziale e sbilanciato, Panikkar propone il cosmoteandrismo.
La radice «eco» nell'accezione greca originale rinvia ad oïkos, cioè: casa, organizzazione domestica, habitat, ambiente naturale. Sofia vuol dire in greco conoscenza, sapere, saggezza: una traduzione letterale potrebbe quindi essere azzardata con «saggezza dell'ambiente».

### In italiano
- Recensione di Antonio Vigilante a “Pace e disarmo culturale” di Raimon Panikkar
- Francesco Comina incontra Panikkar in Italia, su gianfrancobertagni.it.
- Roberto Taioli: L’estetica come nuova innocenza nel pensiero di Raimon Panikkar, su gianfrancobertagni.it.
- [Aa. Vv. Millepiani n° 33 - André Gorz - Per un'ecologia politica - Contro l'economia del valore - Associazione Culturale Eterotopia - Milano - 2007]

### In francese
- Per una rifondazione delle pratiche sociali (F. Guattari), su multitudes.samizdat.net.
- Le tre ecologie (F. Guattari), su multitudes.samizdat.net.

| Controllo di autorità | LCCN (EN) sh85040755 · J9U (EN, HE) 987007531365005171 |